# Europacupen i bandy
Europacupen i bandy var en klubblagsturnering på herrsidan i bandy som spelades årligen. Premiäråret var 1974. De deltagande lagen var mästarlagen från europeiska stater under föregående säsong. Genom åren var det bara lag från Sverige och Ryssland samt det dåvarande Sovjetunionen (inklusive Dynamo Alma-Ata från den asiatiska landsdelen) som lyckades vinna turneringen. Någon damturnering spelades inte.

## Spelform
Under 1970- och 80-talen samt tidigt 90-tal deltog enbart fyra lag, vilka kom från Sverige och det dåvarande Sovjet samt Norge och Finland. Från 1985 års turnering möttes alla lagen under ett veckoslut på en förutbestämd ort och gjorde upp om segern. Längre in på 1990-talet tillkom lag från Kazakstan, som blivit självständigt vid Sovjetunionens upplösning i december 1991. 2003 började turneringen spelas i kombination med World Cup. Efter 2009 har Europacupen inte spelats.

## Vinnare
- 1974: SKA Sverdlovsk, Sovjetunionen
- 1975: Dynamo Moskva, Sovjetunionen
- 1976: Dynamo Moskva, Sovjetunionen
- 1977: Dynamo Alma-Ata, Sovjetunionen
- 1978: Dynamo Moskva, Sovjetunionen
- 1979: IF Boltic, Sverige
- 1980: HK Jenisej Krasnojarsk, Sovjetunionen
- 1981: IF Boltic, Sverige
- 1982: IF Boltic, Sverige
- 1983: HK Jenisej Krasnojarsk, Sovjetunionen
- 1984: IF Boltic, Sverige
- 1985: IF Boltic, Sverige
- 1986: HK Jenisej Krasnojarsk, Sovjetunionen
- 1987: HK Jenisej Krasnojarsk, Sovjetunionen
- 1988: HK Jenisej Krasnojarsk, Sovjetunionen
- 1989: HK Jenisej Krasnojarsk, Sovjetunionen
- 1990: Västerås SK, Sverige
- 1991: Vetlanda BK, Sverige
- 1992: HK Zorkij, Ryssland
- 1993: Västerås SK, Sverige
- 1994: Västerås SK, Sverige
- 1995: IF Boltic, Sverige
- 1996: Västerås SK, Sverige
- 1997: Sandvikens AIK, Sverige
- 1998: Västerås SK, Sverige
- 1999: Ingen turnering.
- 2000: Sandvikens AIK, Sverige
- 2001: HK Jenisej Krasnojarsk, Ryssland
- 2002: HK Vodnik, Ryssland
- 2003: HK Vodnik, Ryssland
- 2004: HK Vodnik, Ryssland
- 2005: Edsbyns IF, Sverige
- 2006: Dynamo Moskva, Ryssland
- 2007: Edsbyns IF, Sverige
- 2008: Dynamo Moskva, Ryssland
- 2009: Dynamo Moskva, Ryssland